# 10 złotych 1933 Romuald Traugutt
10 złotych 1933 Romuald Traugutt – okolicznościowa moneta dziesięciozłotowa, wybita w srebrze, wprowadzona do obiegu 10 listopada 1933 r. rozporządzeniem Ministra Skarbu Władysława Zawadzkiego z dnia 30 października 1933 r. (Dz.U. z 1933 r. nr 89, poz. 692), wycofana na podstawie rozporządzenia ministrów gospodarki, finansów i spraw wewnętrznych Rzeszy wydanego 22 listopada 1939 r. w okresie Generalnego Gubernatorstwa, według którego monety bite w srebrze w okresie II Rzeczypospolitej należało obowiązkowo wymieniać na pieniądze papierowe.
W niektórych opracowaniach z początku XXI w. jako data wprowadzenia dziesięciozłotówki do obiegu podawany był 11 grudnia 1933 r, jednak w późniejszych tego samego autora – 10 listopada 1933 r.
Moneta upamiętniała 70. rocznicę powstania styczniowego.

## Awers
W centralnym punkcie umieszczono godło – orła w koronie, dookoła napis „RZECZPOSPOLITA POLSKA”, u dołu napis „10 ZŁOTYCH 10”, a pod łapą orła herb Kościesza – znak mennicy w Warszawie.

## Rewers
Na tej stronie monety znajduje się popiersie Romualda Traugutta, dookoła napis „ROMUALD TRAUGUTT”, po obydwu stronach popiersia napis „1863 1933”, z lewej strony, u dołu inicjały projektantki.

## Nakład
Monetę wybito w srebrze próby 750, na krążku o średnicy 34 mm, masie 22 gramów, z rantem ząbkowanym, według projektu Zofii Trzcińskiej-Kamińskiej, w Mennicy Państwowej w Warszawie, w nakładzie 200 000 sztuk.

## Opis
Dziesięciozłotówkę bito na podstawie rozporządzenia Prezydenta Rzeczypospolitej Polskiej z 27 sierpnia 1932 r. o zmianie niektórych postanowień rozporządzenia Prezydenta Rzeczypospolitej z dnia 5 listopada 1927 r., definiującego parametry monet: 2, 5, 10 złotych bitych w srebrze próby 750 i masie 2,2 grama przypadających na 1 złoty (Dz.U. z 1932 r. nr 74, poz. 668).
Godło na monecie jest zgodne ze wzorem Godła Rzeczypospolitej Polskiej wprowadzonym 13 grudnia 1927 r. (Dz.U. z 1927 r. nr 115, poz. 980).
Parametry monety są identyczne z parametrami dziesięciozłotówek:
- wzór 1932 Polonia,
- wzór 1934 Józef Piłsudski,
- 1933 Jan III Sobieski oraz
- 1934 Józef Piłsudski-Orzeł Strzelecki[5].

Podobnie jak w przypadku projektu monety 10 złotych 1933 Jan III Sobieski, Minister Skarbu nie zaakceptował decyzji sądu konkursowego i zamiast zwycięskiego projektu Tadeusza Breyera wybrał ostatecznie ten Zofii Trzcińskiej-Kamińskiej wydając 30 października 1933 r. stosowne rozporządzenie.

## Wersje próbne

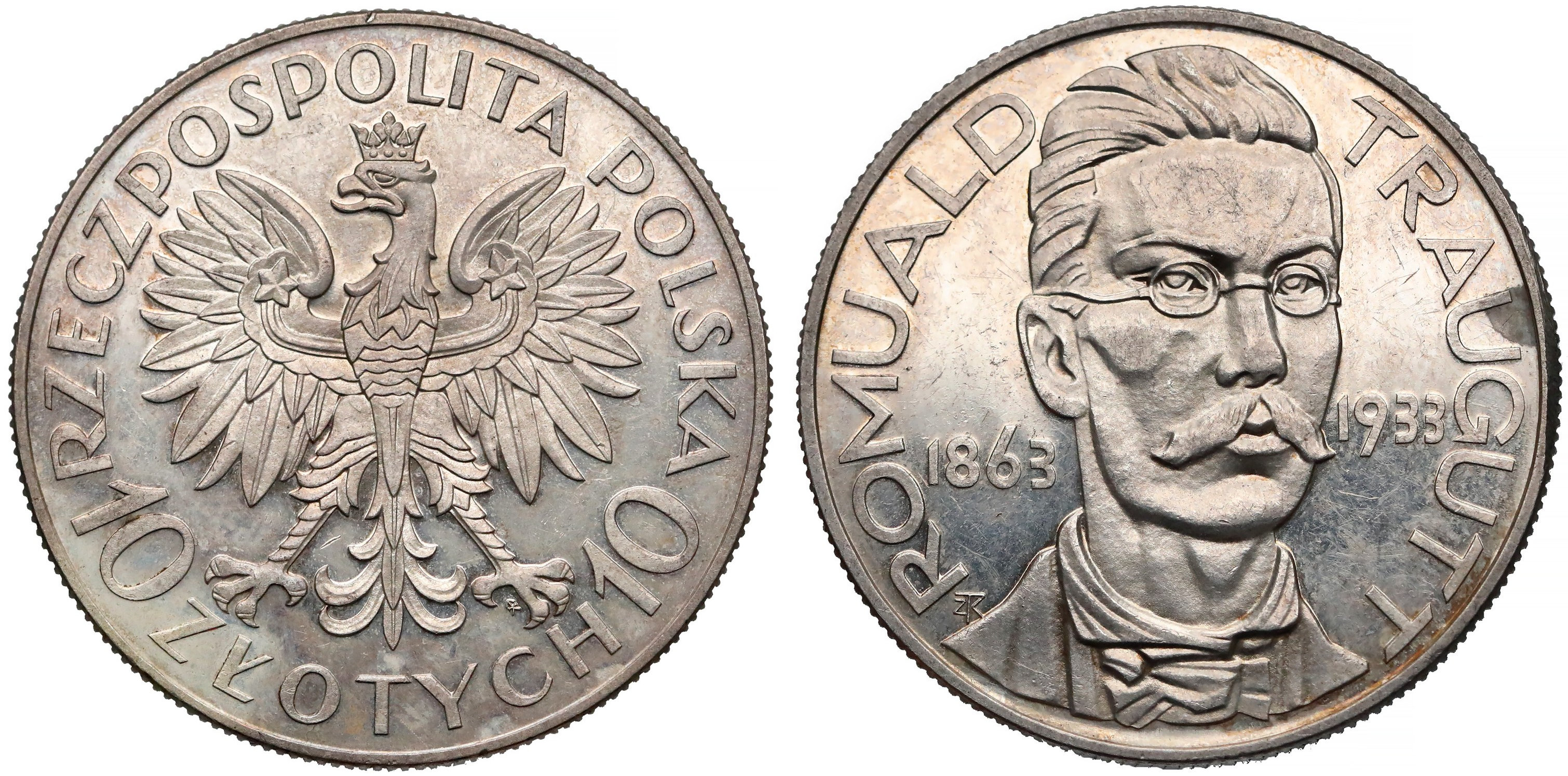
Lustrzanka

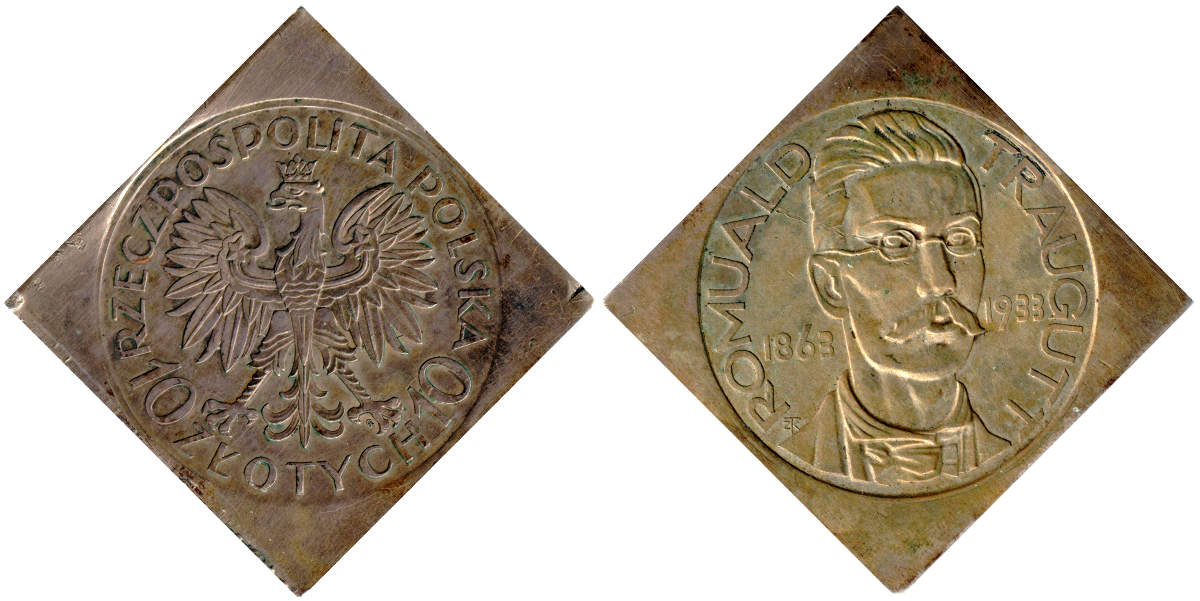
Klipa

W katalogach podana jest informacja o wybiciu próbnych wersji monety:
- w srebrze, stemplem zwykłym, z wypukłym napisem „PRÓBA” (100 sztuk),
- w srebrze, stemplem lustrzanym, z wypukłym napisem „PRÓBA” (nieznana liczba sztuk).

Wybito także wersję monety stemplem lustrzanym w nakładzie 100 sztuk.
Istnieją również wersje próbne tej monety wybite w srebrze, w postaci kwadratowej klipy o wymiarach 34,6 × 34,6 mm, bez napisu „PRÓBA”, wybite:
- stemplem zwykłym (100 sztuk),
- stemplem lustrzanym (nieznana liczba sztuk).